# لومينيتسا غيورغي
لومينيتسا غيورغي (1 سبتمبر 1949 - 4 يوليو 2021)، هي ممثلة رومانية. حصلت على شهادة من معهد الفنون والسينما من بوخارست عام 1972.

## وصلات خارجية
- لومينيتسا غيورغي على موقع IMDb (الإنجليزية)
- لومينيتسا غيورغي على موقع ميتاكريتيك (الإنجليزية)
- لومينيتسا غيورغي على موقع روتن توميتوز (الإنجليزية)
- لومينيتسا غيورغي على موقع قاعدة بيانات الأفلام العربية
- لومينيتسا غيورغي على موقع ألو سيني (الفرنسية)
- لومينيتسا غيورغي على موقع ألو سيني (الفرنسية)
- لومينيتسا غيورغي على موقع أول موفي (الإنجليزية)
- لومينيتسا غيورغي على موقع قاعدة بيانات الأفلام السويدية (السويدية)
- لومينيتسا غيورغي على موقع ديسكوغز (الإنجليزية)
- لومينيتسا غيورغي على موقع قاعدة بيانات الفيلم (الإنجليزية)